# Мария Милева
Мария Иванова Милева е българска архитектка.

## Биография
Родена на 18 май 1926 г. в София в семейството на художника Иван Милев и оперната певица Катя Наумова. След смъртта на Иван Милев на 25 януари 1927 г. майка ѝ се омъжва повторно за архитект Христо Берберов.
Членка на Работническия младежки съюз (РМС) от 1942 г., а на Българската комунистическа партия (БКП) от 1964 г.
Въпреки че рисува добре, по съвет на втория си баща – архитект, тя не кандидатства в Художествената академия. Започва да следва архитектура в Истанбул в края на войната по време на краткия си първи брак с Благой Попйорданов, който е вицеконсул в града. Завършва архитектура през 1951 г. в Държавната политехника. Работи (1951 – 1972) в „Главпроект“, София. Завежда отдел „Синтез на архитектурата с монументалните изкуства“ в Министерство на строежите и архитектурата (1972 – 1977). Главен секретар на Съюза на архитектите в България (1977 – 1981).
Омъжва се повторно за скулптора Стою Тодоров. Имат двама синове – арх. Александър Тодоров и арх. Иван Тодоров.

## Проекти
Проектира обществени сгради, градоустройство и други. Работи активно за осъществяване на синтез на архитектурата с монументалните изкуства.
- Паметник на Петко войвода, Хасково, в съавторство със скулптора Стою Тодоров (1958);
- Ресторант „Орфей“ и бунгала, курортен комплекс Слънчев бряг (1963);
- Паметник на партизански отряд „Народен юмрук“, с. Добра поляна, Бургас (област), в съавторство със скулптора Стою Тодоров (1964);
- Дом на съветите (Градски народен съвет) в Димитровград, ръководител на проектантския колектив (1965);
- Народна библиотека „Иван Вазов“ в Пловдив (1972);
- Градоустройствен план на Елена (1972);
- Входен монумент на магистрала за Айтос със скулптора Надежда Петренко (1979);
- Мемориален ансамбъл „Георги Димитров и неговите дела“ в Кърджали, в съавторство с арх. Георги Берберов и скулптора Стою Тодоров (1981);
- Паметник на ремсистите в Хасково, в съавторство с арх. Георги Берберов и скулптора Стою Тодоров (1983);
- Множество жилищни сгради, жилищни комплекси, хотелски комплекси и други;
- Оформя изложбени търговски и панаирни палати в Солун (1963), Лайпциг (1964), гр. Алжир (1969, 1971), Кипър, Египет, Бърно, Пловдив (1976, 1977), Барселона (1980) и други.

## Награди и отличия
- „Народен орден на труда“ сребърен (1963),
- „Народен орден на труда“ златен (1974),
- Почетно звание „заслужил архитект“ (1981).